# (2146) Stentor
(2146) Stentor és un asteroide que pertany als asteroides troians de Júpiter descobert el 24 d'octubre de 1976 per Richard Martin West des de l'Observatori de la Silla, Xile.

## Designació i nom
Stentor va rebre al principi la designació de 1976 UQ.
Més tard va rebre per nom Esténtor, un personatge de la mitologia grega.

## Característiques orbitals
Stentor orbita a una distància mitjana de 5,194 ua del Sol, podent allunyar-se fins a 5,721 ua i acostar-se fins a 4,668 ua. La seva inclinació orbital és 39,26° i l'excentricitat 0,1013. Empra 4324 dies a completar una òrbita al voltant del Sol.